# エクストラトーン
エクストラトーン（Extratone）は、ガバから派生した電子音楽のスタイルであり、ハードコアテクノのサブジャンルの一種である。

## 概要
ひたすらに叩きつける超高速ビートが特徴で、これはある意味スピードコアの極点とも言える。1000BPMを越える超高速ビートへ非常にノイジーなベースを被せた音作りをしており、音楽的に近いものとしてはノイズミュージックが近い。またスピードコアのように一小節間に入るキックの数を2倍、4倍することによって、便宜上1000BPMを越えたとするものもあり、そういったタイプのものは音楽的にノイズミュージックよりガバに近い。メタルや映画等のセリフがサンプリングされることがしばしばある。

## 主なアーティスト
海外
- Daisy Cutter
- Nihil Fist
- Egnal Ramd
- Annoying Ringtone
- Ralph Brown
- Diabarha
- Pirtek
- NeedrazyX
- Tony Danza
- Dymnesia
- D4ZZY Speedcore
- Lik Otawa
- DZKYIN
- Jensen
- Noise Limit
- Neocoretex
- Imil
- Hersenerosie

国内
- Coakira
- Kobaryo
- m1dy
- t+pazolite
- YAHWE6thZeigen (ex：DJ宮村優子)
- かめりあ(Camellia)